# Cochliomyia minima
Cochliomyia minima är en tvåvingeart som beskrevs av Shannon 1926. Cochliomyia minima ingår i släktet Cochliomyia och familjen spyflugor. Inga underarter finns listade i Catalogue of Life.